# Синицына, Елизавета Андреевна
Елизавета Андреевна Синицына (до 2022 — Попова;род. 7 июня 2002, Воронеж) — российская волейболистка, связующая.

## Биография
Елизавета Попова начала заниматься волейболом в 7-летнем возрасте в воронежской СДЮСШОР № 3 у тренера А. В. Лукьяненко. В 2017 приглашена в Казань, где выступала за фарм-команды ВК «Динамо-Казань» в высшей лиге «А» и Молодёжной лиге чемпионата России. С 2019 играла за основной состав ВК «Динамо-Ак Барс»/«Динамо-Казань», с которым стала обладателем Кубка России 2019, Суперкубка 2020 и чемпионкой России 2020. В 2023 году заключила контракт с московским «Динамо».
В 2016—2017 Елизавета Попова выступала за младшую юниорскую сборную России, выиграв с ней серебряные награды чемпионата Европы. В 2018—2019 — игрок юниорской сборной России, в составе которой в 2018 году стала чемпионкой Европы, а в 2019 — победителем Европейского юношеского олимпийского фестиваля и участницей юниорского чемпионата мира.

### Клубная карьера
- 2017—2019 —  «Динамо-Казань-УОР» (Казань) — высшие лиги «Б» и «А»;
- 2018—2019 —  «Динамо-Академия-УОР» (Казань) — молодёжная лига;
- 2019—2023 —  «Динамо-Казань»/«Динамо-Ак Барс» (Казань) — суперлига;
- с 2023 —  «Динамо» (Москва) — суперлига

## Достижения

### Клубные
- чемпионка России 2020.
  - бронзовый призёр чемпионата России 2021.
- 3-кратный победитель розыгрышей Кубка России — 2019, 2020, 2023.
- 3-кратный обладатель Суперкубка России — 2020, 2022, 2023.
- серебряный призёр молодёжной лиги чемпионата России 2019.
- победитель розыгрыша Кубка Молодёжной лиги 2019.
- победитель Кубка Столетия 2023.

### Со сборными
- чемпионка Европы среди девушек 2018.
- серебряный призёр чемпионата Европы среди младших девушек (до 16 лет) 2017.
- чемпионка Европейского юношеского олимпийского фестиваля 2019.
- чемпионка Восточно-европейской волейбольной зональной ассоциации среди девушек (до 16 лет) 2017
- участница чемпионата мира среди девушек 2019.
- серебряный призёр Всероссийской Спартакиады 2022 в составе сборной Татарстана.

## Личная жизнь
В мае 2022 года вышла замуж за волейболиста команды «Академия-Казань» Александра Синицына.